# NGC 2837
NGC 2837 je dvojna zvijezda u zviježđu Vodenoj zmiji.

## Vanjske poveznice
- SEDS: NGC 2837